# 青少年問題研究会
一般財団法人 青少年問題研究会（いっぱんざいだんほうじん せいしょうねんもんだいけんきゅうかい）は、季刊誌『青少年問題』を発行する団体。元内閣府所管。

## 概要
- 所在:東京都千代田区猿楽町2-5-4
- 財団法人認可:1958年12月22日
- 理事長:矢島正見
- 雑誌『青少年問題』を発行(2006年3月まで月刊。2006年4月から季刊)
- 『少年補導委員手帳』編集･発行（団体によって、「少年/青少年」「員/委員」「補導/指導/育成/相談/愛護」等々、多様な名称に対応）

## 沿革
- 昭和29年　月刊誌『青少年問題』発行
- 昭和31年　『青少年児童白書』(現在の『青少年白書』の前身)発行
- 昭和32年　『青少年白書』(昭和32年版)発行
- 昭和33年　財団法人の認可を受ける
- 昭和37年　『非行少年-その保護と矯正-』編集･発行
- 昭和39年　『少年補導委員手帳』編集･発行(訂正を重ね現在に至る)
- 昭和41年　『私たちも強く生きよう-職場に働く精薄児-』編集･発行（今日では使用の不適切な名称が用いられています。引用の際にはご注意下さい）
- 昭和42年　『世界の文学にあらわれた児童観』編集･発行
- 昭和44年　『青少年問題小事典』(初版~再版)編集･発行
- 昭和48年　『青少年指導者入門』(初版~改訂増補5版)編集･発行
- 昭和53年　『青少年指導者の手引き』(初版~改訂版)編集･発行
- 昭和54年　『青少年問題用語小事典』編集
- 昭和55年　『青少年指導者必携』(初版~改訂5版)編集･発行
- 平成4年　『都道府県青少年保護育成条例集』発行
- 平成16年　月刊誌『青少年問題』通巻600号を編集･発行
- 平成17年　「がんばれ! 日本の子どもたち」国民大会を開催(3月19日)
- 平成17年　財団事務所を西神田から猿楽町に移す(10月1日)
- 平成18年　月刊誌『青少年問題』から季刊誌『青少年問題』となる